# Ocyptamus conjunctus
Ocyptamus conjunctus är en tvåvingeart som först beskrevs av Christian Rudolph Wilhelm Wiedemann 1830.  Ocyptamus conjunctus ingår i släktet Ocyptamus och familjen blomflugor. Inga underarter finns listade i Catalogue of Life.